# Aragominas
Aragominas es un municipio brasileño del estado del Tocantins. Se localiza a una latitud 07º09'35" sur y a una longitud 48º31'39" oeste, estando a una altitud de 345 metros. Su población estimada en 2004 era de 7 645 habitantes.
Posee un área de 1067,1  km².